# Warnes (Santa Cruz)
Warnes ist eine Mittelstadt im Departamento Santa Cruz im Tiefland des südamerikanischen Anden-Staates Bolivien. Die Stadt trägt ihren Namen zu Ehren des Obersts Ignacio Warnes (1772–1816), einem Heerführer im südamerikanischen Unabhängigkeitskrieg.

## Lage im Nahraum
Warnes ist Sitz der Verwaltung der Provinz Ignacio Warnes und der zentrale Ort des Kanton Warnes im Municipio Warnes. Die Stadt liegt auf einer Höhe von 339 m am rechten Ufer des Río Piraí, 27 km oberhalb der Mündung des Río Guendá nahe Portachuelo.

## Geographie
Warnes liegt im tropischen Savannenklima vor dem Ostrand der Anden-Gebirgskette der Cordillera Oriental. Die Region war vor der Kolonisierung von tropischem Trockenwald bedeckt, ist heute aber größtenteils Kulturland.
Die mittlere Durchschnittstemperatur der Region liegt bei knapp 24 °C (siehe Klimadiagramm Warnes), die Monatswerte schwanken zwischen 20 °C im Juni/Juli und 26 °C von November bis Februar. Der Jahresniederschlag beträgt etwa 1300 mm, die Monatsniederschläge sind ergiebig und liegen zwischen 35 mm im August und 200 mm im Januar.

## Wirtschaft
Bei Warnes entsteht derzeit ein bedeutender Industriepark (Parque Industrial Latinoamericano), der auch an das Eisenbahnnetz angeschlossen werden soll.

## Verkehrsnetz
Warnes liegt in einer Entfernung von 30 Straßenkilometern nördlich der Departamento-Hauptstadt Santa Cruz und 22 Kilometer südlich der Stadt Montero.
Durch Warnes führt die 1657 Kilometer lange Nationalstraße Ruta 4, die das Land in West-Ost-Richtung durchquert, von Tambo Quemado an der chilenischen Grenze bis Puerto Suárez im Dreiländereck Brasilien-Bolivien-Paraguay. Die Straße führt von Westen kommend über Cochabamba, Villa Tunari und Montero nach Warnes und dann weiter über Santa Cruz und Roboré nach Puerto Suárez und über die Grenze in das brasilianische Corumbá.
Im Nahbereich der Stadt überquert eine Straße den Río Piraí und führt in das nahegelegene La Bélgica, eine Landstadt auf der linken, westlichen Flussseite.

## Bevölkerung
Die Einwohnerzahl des Ortes ist allein in den vergangenen beiden Jahrzehnten auf das Dreifache angestiegen:
| Jahr | Einwohner | Quelle       |
| ---- | --------- | ------------ |
| 1976 | 4 419     | Volkszählung |
| 1992 | 10 866    | Volkszählung |
| 2001 | 17 872    | Volkszählung |
| 2012 | 77 668    | Volkszählung |
| 2024 |           | Volkszählung |

In der Region sind die Quechua die zahlenmäßig wichtigste indigene Volksgruppe, im Municipio Warnes sprechen 13,5 Prozent der Einwohner Quechua.